# Maria Rita Rossa
Maria Rita Rossa (Alessandria, 19 aprile 1966) è una politica italiana, sindaca di Alessandria dal 2012 al 2017 e presidente della provincia dal 2014 al 2017.

## Biografia
È figlia di Angelo Rossa, già membro del Partito Socialista Italiano, presidente della Provincia di Alessandria e del Consiglio Regionale piemontese negli anni ottanta.
Laureata in lettere presso l'Università degli Studi di Torino, è docente di italiano, latino e storia.
Già consigliere e assessore comunale ad Alessandria per il PSI dal 1990 al 1993, alle elezioni regionali in Piemonte del 2005 è candidata per i Democratici di Sinistra per la provincia di Alessandria, ottiene 3.812 preferenze, ma non è eletta.
Nel 2005 è nominata assessore alla cultura e al turismo della Provincia di Alessandria, alle elezioni amministrative del 2009 è poi eletta consigliere provinciale nel collegio Alessandria II per il Partito Democratico ed è nominata vicepresidente.

### Sindaca di Alessandria
Candidata sindaco di Alessandria per le elezioni del 2012, ha dapprima vinto le elezioni primarie del centro-sinistra, il 13 novembre 2011, con l'83,4% dei voti.
Sostenuta da Partito Democratico, Sinistra Ecologia Libertà, Italia dei Valori, Moderati, Rifondazione Comunista e dalla lista civica Insieme per Rita Rossa, è stata eletta Primo Cittadino il 21 maggio 2012, al ballottaggio, ottenendo il 67,97% delle preferenze (con un'affluenza alle urne del 42,14%) contro il 32,02% del candidato de Il Popolo della Libertà Piercarlo Fabbio, sindaco uscente.
Dal 14 ottobre 2014 ricopre, inoltre, il ruolo di presidente della provincia.
Secondo una classifica di gradimento pubblicata da Il Sole 24 Ore basata su un sondaggio condotto da IPR Marketing, per quattro anni di fila (2014, 2015, 2016 e 2017) risulterebbe il sindaco di capoluogo di provincia meno gradito d'Italia. La domanda rivolta ai sondaggisti è stata: Le chiedo un giudizio complessivo sull'operato del Sindaco della sua città nell'arco del 2016. Se domani ci fossero le elezioni comunali, lei voterebbe a favore o contro l'attuale Sindaco?. Maria Rita Rossa ha fatto notare che frequentemente i risultati elettorali effettivi hanno dato risultati opposti al sondaggio. 
Nelle elezioni amministrative del giugno 2017 si è ripresentata per un secondo mandato, ma è stata sconfitta al ballottaggio dalla coalizione di centrodestra guidata da Gianfranco Cuttica di Revigliasco (44,32% contro il 55,68%).
Alle elezioni politiche anticipate del 25 settembre 2022 si candida al Senato per il centrosinistra nel collegio uninominale Piemonte - 04 (Alessandria), dove ottiene il 25,64% ed è sconfitta dal candidato del centrodestra Paolo Zangrillo (50,83%), oltreché in seconda posizione nelle liste del PD nel collegio plurinominale Piemonte 02, ma non è eletta.